# Station Épluches
Station Épluches is een van de vijf spoorwegstations in de Franse gemeente Saint-Ouen-l'Aumône. De andere vier zijn de stations Saint-Ouen-l'Aumône, Saint-Ouen-l'Aumône-Liesse, Saint-Ouen-l'Aumône-Quartier de l'Église en Pont-Petit. Het station ligt aan de spoorlijn Pierrelaye - Creil, op kilometerpunt 28,763 van die lijn. Het station is op 20 juni 1846 geopend.
Het station wordt aangedaan door treinen van de lijn H tussen Pontoise en Creil.

## Vorig en volgend station
| Richting | Vorig station | Lijn    | Volgend station     | Richting |
| -------- | ------------- | ------- | ------------------- | -------- |
| Creil    | Pont-Petit    | Trans H | Saint-Ouen-l'Aumône | Pontoise |